# Der Snob (1986)
Der Snob ist die 1986 geschaffene Studioaufzeichnung des Fernsehens der DDR einer Inszenierung von Horst Drinda nach der Komödie Der Snob von Carl Sternheim aus dem Jahr 1914.

## Produktion
Die Erstausstrahlung erfolgte am 29. Januar 1986 im 1. Programm des Fernsehens der DDR in Farbe.
Die Dramaturgie lag in den Händen von Detlef Espey und für die Bildregie war Margot Thyrêt verantwortlich.

## Kritik
„Sternheims Komödie ‚Der Snob‘, 1913 entstanden, beweist sich in Horst Drindas anregender Inszenierung (Kamera: Gerhard Gitschier) als glänzende, bittere Satire auf die gesellschaftliche Situation zu Zeiten des Autors. Unaufdringlich stellt sich eine Beziehung her zu späteren, heutigen Praktiken der Verflechtung von Industriekapital und politischer Macht.“

„Hier gelang Drinda eine ausgewogene Regieleistung.“